# Jurij Rybak
Jurij Rybak (* 6. března 1979 Dzjaržynsk, Sovětský svaz) je běloruský zápasník–sambista a judista.

## Sportovní kariéra
Zápasit začal v 10 letech v rodném Dzjaržynsku pod vedením Činata Timirova. Vrcholově se připravuje v Minsku pod vedením Vjačeslava Kota. V prvním desetiletí jednadvacátého století kombinoval příbuzné sporty zápas sambo a judo. Soutěží v judu se účastnil kvůli možnosti startovat na olympijských hrách. V roce 2004 se kvalifikoval na olympijské hry v Athénách v těžké váze nad 100 kg. Ve čtvrtfinále se ujal po zvedačce vedení na wazari nad Japoncem Keidži Suzukim, ale minutu před koncem neuhlídal jeho učimatu a prohrál na ippon. V roce 2008 se kvalifikoval na olympijské hry v Pekingu, kde nepřešel přes druhé kolo. Od roku 2009 ho v judistické reprezentaci nahradil v těžké váze Igor Makarov. Radikální změny judistických pravidel týkající se zákazu úchopu od pasu dolu ho přiměly ukončit působení v judistické reprezentaci a soustředit se výhradně na soutěže v sambo. V zápasu sambo je několikanásobným mistrem světa a Evropy.

### Vítězství na turnajích
- 1998 – 1× světový pohár (Minsk)
- 2001 – 1× světový pohár (Minsk)
- 2004 – 1× světový pohár (Minsk)
- 2005 – 1× světový pohár (Varšava)
- 2006 – 1× světový pohár (Minsk)
- 2007 – 2× světový pohár (Bukurešť, Baku)

## Výsledky

### Judo

#### Váhové kategorie
| Turnaj             | 2001      | 2002      | 2003       | 2004       | 2005 | 2006       | 2007       | 2008       |
| Turnaj             | 22        | 23        | 24         | 25         | 26   | 27         | 28         | 29         |
| Turnaj             | polotěžká | polotěžká | těžká váha | těžká váha |      | těžká váha | těžká váha | těžká váha |
| ------------------ | --------- | --------- | ---------- | ---------- | ---- | ---------- | ---------- | ---------- |
| Olympijské hry     |           |           |            | úč.        |      |            |            | úč.        |
| Mistrovství světa  | úč.       |           | úč.        |            | 5.   |            | úč.        |            |
| Mistrovství Evropy | —         | —         | 3.         | úč.        | 5.   | úč.        | 7.         | 5.         |

#### Bez rozdílu vah
| Turnaj             | 2001 | 2002 | 2003 | 2004 | 2005 | 2006 | 2007 | 2008 |
| Turnaj             | 22   | 23   | 24   | 25   | 26   | 27   | 28   | 29   |
| ------------------ | ---- | ---- | ---- | ---- | ---- | ---- | ---- | ---- |
| Mistrovství světa  | —    |      | úč.  |      | 3.   |      | 2.   | úč.  |
| Mistrovství Evropy | —    | —    | úč.  | —    | 7.   | úč.  | —    |      |

### Sambo
| Turnaj             | 2000 | 2001 | 2002 | 2003 | 2004 | 2005 | 2006 | 2007 | 2008 | 2009 | 2010 | 2011 | 2012 | 2013 | 2014 | 2015 | 2016 | 2017 |
| Turnaj             | 21   | 22   | 23   | 24   | 25   | 26   | 27   | 28   | 29   | 30   | 31   | 32   | 33   | 34   | 35   | 36   | 37   | 38   |
| Turnaj             | -100 | -100 | -100 | -100 | -100 | -100 | +100 | +100 | +100 | +100 | +100 | +100 | +100 | +100 | +100 | +100 | +100 | +100 |
| ------------------ | ---- | ---- | ---- | ---- | ---- | ---- | ---- | ---- | ---- | ---- | ---- | ---- | ---- | ---- | ---- | ---- | ---- | ---- |
| Mistrovství světa  | 3.   | 1.   | 3.   | 1.   | úč.  | úč.  | 3.   | 1.   | 2.   | 2.   | —    | 2.   | 1.   | —    | 3.   | 3.   | 2.   | úč.  |
| Evropské hry       |      |      |      |      |      |      |      |      |      |      |      |      |      |      |      | 3.   |      |      |
| Mistrovství Evropy | —    | 1.   | 2.   | 1.   | —    | 1.   | —    | —    | —    | 1.   | 1.   | —    | —    | 3.   | 2.   | 3.   | 3.   | 1.   |